# Distrito de Turnhout
El Distrito de Turnhout (en francés: Arrondissement de Turnhout; en neerlandés: Arrondissement Turnhout) es uno de los tres distritos administrativos de la Provincia de Amberes. Posee la doble condición de distrito administrativo y judicial. 

## Lista de municipios
- Arendonk
- Baarle-Hertog
- Balen
- Beerse
- Dessel
- Geel
- Grobbendonk
- Herentals
- Herenthout
- Herselt
- Hoogstraten
- Hulshout
- Kasterlee
- Laakdal
- Lille
- Meerhout
- Merksplas
- Mol
- Olen
- Oud-Turnhout
- Ravels
- Retie
- Rijkevorsel
- Turnhout
- Vorselaar
- Vosselaar
- Westerlo

- Datos: Q90911